# Jay Schroeder
Pour les articles homonymes, voir Schröder.
(en) Statistiques sur pro-football-reference
Jay Brian Schroeder, né le 28 juin 1961 à Milwaukee, est un joueur américain de football américain.

## Carrière

### Baseball
En 1979, alors qu'il est à la fois receveur et quart-arrière vedette à la Pacific Palisades High School, il est sélectionné en troisième position du repêchage amateur de la Ligue majeure de baseball (MLB) par les Blue Jays de Toronto. Bien qu'il ait d'abord manifesté son intention de poursuivre ses études à l'Université de Californie à Los Angeles (UCLA) et de ne pas signer de contrat professionnel, il finit par accepter une entente avec les Blue Jays, incluant une prime à la signature de 135 000 $, la plus élevée de tous les choix de première ronde cette année-là.
Il joue au sein des ligues mineures pendant plusieurs étés, notamment avec les clubs affiliés de Medicine Hat Blue Jays, Florence Blue Jays et Kinston Blue Jays. D'abord receveur, il est repositionné comme joueur de champ extérieur, puis joue également au troisième but. Malgré une certaine puissance au bâton (15 circuits en 1982), ses moyennes offensives restent modestes, et il met fin à sa carrière de baseball après la saison 1983 pour se consacrer entièrement au football,.

### Football américain
Ce quarterback a joué pour les Redskins de Washington (1984–1987), les Raiders de Los Angeles (1988–1992), les Bengals de Cincinnati (1993) et les Cardinals de l'Arizona (1994) en National Football League (NFL).
Il a remporté le Super Bowl XXII.